# 彭菲爾德 (紐約州)
彭菲爾德（英語：Penfield）是一個位於美國紐約州門羅縣的鎮。

## 人口
根據2020年美國人口普查的數據，彭菲爾德的面積為98.10平方千米，當中陸地面積為96.50平方千米，而水域面積為1.60平方千米。當地共有人口39438人，而人口密度為每平方千米402人。